# Charmont-sous-Barbuise
 Charmont-sous-Barbuise  là một xã ở tỉnh Aube, thuộc vùng Grand Est ở phía bắc miền trung nước Pháp.